# Serres FC
El Serres FC es un equipo de fútbol de Grecia que juega en la Gamma Ethniki, la tercera liga de fútbol más importante del país.

## Historia
Fue fundado en el año 1951 en la ciudad de Gazoros, en la unidad regional de Serres, aunque no fue sino hasta la temporada 2011/12 que consiguieron su mayor logro, el cual fue ascender a la Beta Ethniki por primera vez en su historia.

## Palmarés
- Gamma Ethniki Norte: 1

2011/12